# Banu Judzam
Banu Judzam (tiếng Ả Rập: بنو جذام) là một bộ tộc Ả Rập đã chiếm đóng Sham phần phía nam và phía bắc của Bán đảo Ả Rập vào thế kỷ 5 đến thế kỷ 8 Sau Công Nguyên (Byzantine và thời kỳ đầu của Hồi giáo). Dưới sự cai trị của Byzantine, bộ tộc này theo Cơ đốc giáo (ít nhất là trên giấy tờ) và chiến đấu chống lại lực lượng Hồi giáo từ năm 629 đến năm 637. Sau khi Đông La Mã và các đồng minh Ả Rập của nó bị đánh bại trong Trận chiến Yarmuk, Banu Judzam đã theo Hồi giáo và là bộ tộc lớn nhất trong vùng Jund Filastin (quận của người Palestine trong chính phủ Hồi giáo).